# Hipsaltes
Els hipsaltes (en llatí Hypsaltae, en grec antic Ύψαλταί) eren una de les tribus de Tràcia que menciona Plini el Vell. Esteve de Bizanci els anomena Ὑψηλῖται ("Hypselitai"), segurament els mateixos.